# Jean-Marie Allenou
Pour l’article ayant un titre homophone, voir Alenou.
Jean-Marie Allenou est un homme politique français né le 22 avril 1818 à Quintin (Côtes-du-Nord) et décédé le 20 juillet 1880 à Biarritz (Pyrénées-Atlantiques).

## Biographie
Jean Marie Victor Allenou est le fils de Jean Marie Allenou, négociant, président du tribunal de commerce de Quintin, propriétaire du château de Lorge, conseiller général des Côtes-du-Nord, et de Marie Anne Veillet-Dufrêche.
Maître de forges et important propriétaire, il est élu député conservateur des Côtes-du-Nord à l'Assemblée nationale le 8 février 1871. D'abord politiquement hésitant, il ne s'inscrit à aucun groupe, puis se rapproche de la droite. Il vote : pour la paix, pour les prières publiques, pour l'abrogation des lois d'exil des princes d'Orléans, pour le pouvoir constituant de l'Assemblée, pour la constitution Rivet, contre le retour de la Chambre à Paris et pour le projet de loi sur la liberté de l'enseignement supérieur.
Il est sénateur des Côtes-du-Nord de 1876 à 1880, siégeant à droite avec les conservateurs. 
Il a été conseiller général du canton d'Uzel de 1871 à 1880.

## Sources
- « Jean-Marie Allenou », dans Adolphe Robert et Gaston Cougny, Dictionnaire des parlementaires français, Edgar Bourloton, 1889-1891 [détail de l’édition]